# Magali Messmer
Magali Messmer (n. 9 septembrie 1971, La Chaux-de-Fonds, cantonul Neuchâtel, Elveția) este o sportivă ce a reprezentat Elveția, medaliată olimpică. A participat la 2 ediții ale Jocurilor Olimpice (2000, 2008) în care a câștigat o medalie de bronz.